# 颱風納莉 (2001年)
颱風納莉（國際編號：200116，聯合颱風警報中心編號：WP202001，菲律賓大氣地球物理和天文服務管理局譯名：奇科，中國大陸以及港澳地區譯名：百合）為2001年太平洋颱風季第十六個被命名的風暴，其發展過程與路徑相當奇特詭譎、活躍期特別長久，乃該風季十分致命的風暴之一。該系統於2001年9月5日在琉球群岛南方海面形成，初期受鋒面影響而往東北行進並侵襲沖繩島，其後往西移動且與颱風丹娜絲發生藤原效應，期間又受副熱帶高壓脊與華北地區的中層大陸高壓所形成之鞍型場影響，期間數回強度反覆增強與減弱、移速遲緩乃至原地滯留、三度急轉彎侵襲琉球群島、四次超過90度大轉彎，造成當地2人罹難或失蹤。
9月13日晚間起，中層大陸高壓的所挾帶之導引氣流佔有主導地位，納莉因而往西南方向緩慢行進，並於9月16日晚間開始侵襲且滯留臺灣本島長達49小時又20分鐘，為當地帶來強降雨而導致九一七水災，為臺北都會區造成繼2000年象神之後最嚴重的淹水災害，同時亦刷新各地測站雨量紀錄，共造成94人罹難、10人失蹤、經濟損失高達300億新臺幣（當時折合美元約8.66億）。自臺灣出海後進入台灣海峽南部、南海北部一帶，受副熱帶高壓勢力影響而往西行，直撲华南地区並在當地引致零星災害，有3人罹難與3人失蹤，經濟損失達6000萬人民幣（當時折合美元約725萬）。納莉最終深入內陸而受地形影響，9月21日在廣西消散。值得一提的是，納莉活躍期間之平均移速僅時速8.7公里，是21世紀以來平均移速第三慢的西北太平洋風暴（僅次於2001年利奇馬以及2011年南瑪都）。
儘管納莉當年在臺灣造成僅次於同年度7月底由桃芝颱風所帶來的極大破壞與傷亡，但由於敏感的政治因素，中華民國並非世界氣象組織颱風委員會的成員，無法提出除名要求，名稱仍繼續沿用至今。然而自2013年起，交通部中央氣象局決定將部份音譯名稱改為意譯，「納莉」亦因而被改為「百合」，不過並不追溯在此次改名政策推出前的颱風。

## 氣象歷史
本段強度分級以世界氣象組織分級敘述，故以下納莉「數度增強為颱風」的說法僅在該分級之標準有效。依臺灣中央氣象局的標準，納莉增強為輕度颱風後即始終維持颱風的等級。

### 風暴形成，掠過琉球
2001年8月底開始，一廣闊低壓帶於南海北部醞釀，其發展出一微弱鋒面系統並緩慢往東北東方向移動。9月2日，菲律賓東南海面亦出現微弱的熱帶雲簇消長，其中一股雲團逐漸發展為一熱帶擾動，美國海軍研究實驗室（NRL）給予其擾動臨時編號「95w」。隔日下午2時，聯合颱風警報中心（JTWC）對其在24小時內形成為熱帶氣旋的機會給予「弱」的評級。在這期間，該系統持續往西北行進，並逐漸接近臺灣本島東南方海面，不久即轉向東北行進。
9月5日上午8時，抵達日本石垣島南方海面時被日本氣象廳（JMA）升格為一熱帶低氣壓。受其北方的微弱鋒面影響，該熱帶低氣壓持續往北北西方向緩慢行進，並於當晚經過八重山群島。當晚8時，聯合颱風警報中心對其評級提升為「普通」。
9月6日，進入西表島西北方近海後，受微弱鋒面影響，該系統轉向東北東緩慢行進。由於當時該熱帶性低氣壓結構逐漸轉好且威力漸增，聯合颱風警報中心在凌晨3時30分將該系統之熱帶氣旋形成機會評級為「優」，並同時發布熱帶氣旋形成警報（TCFA）。當日上午8時，其於西表島北方海面被日本氣象廳升格為一熱帶風暴，給予其編號「200116」，並命名為「納莉」。在此同時，聯合颱風警報中心亦將其升格為熱帶低氣壓，並給予編號「20W」，開始對其發布熱帶氣旋警報。不過當時納莉的七級風暴風半徑僅80公里左右，對其周圍海域的島嶼天氣影響並不大。
在被日本氣象廳升格為熱帶風暴之後，納莉仍受其北方鋒面系統導引，緩慢往東北東方向行進，於9月6日下午至傍晚間通過宮古島北方海面。而在9月7日午夜12時，聯合颱風警報中心亦將其升格為熱帶風暴。
不久，納莉又於當日凌晨行經久米島南方近海，並於清晨5時被日本氣象廳升格為一強烈熱帶風暴。當日清晨約6時至7時間，納莉行經慶良間群島南端，即渡嘉敷島南方近處。上午7時30分，納莉於沖繩島南部登陸。不過在當日上午，北邊鋒面已經逐漸往東北遠離並持續減弱，納莉的導引力量頓時減弱，因此當時並未持續朝東北東方向遠離沖繩島，反而開始在沖繩島以東停滯約15小時。當晚，華北的大陸性反氣旋逐漸往臺灣、琉球群島一帶接近，成了納莉另一個路徑主導力量，因此納莉突然調頭，往西轉西北行進，並於9月8日凌晨3時30分於沖繩島中部登陸。另一方面，由於納莉威力亦開始逐漸增強，聯合颱風警報中心於是將其升格為颱風等級。

### 不斷徘徊，開始增強

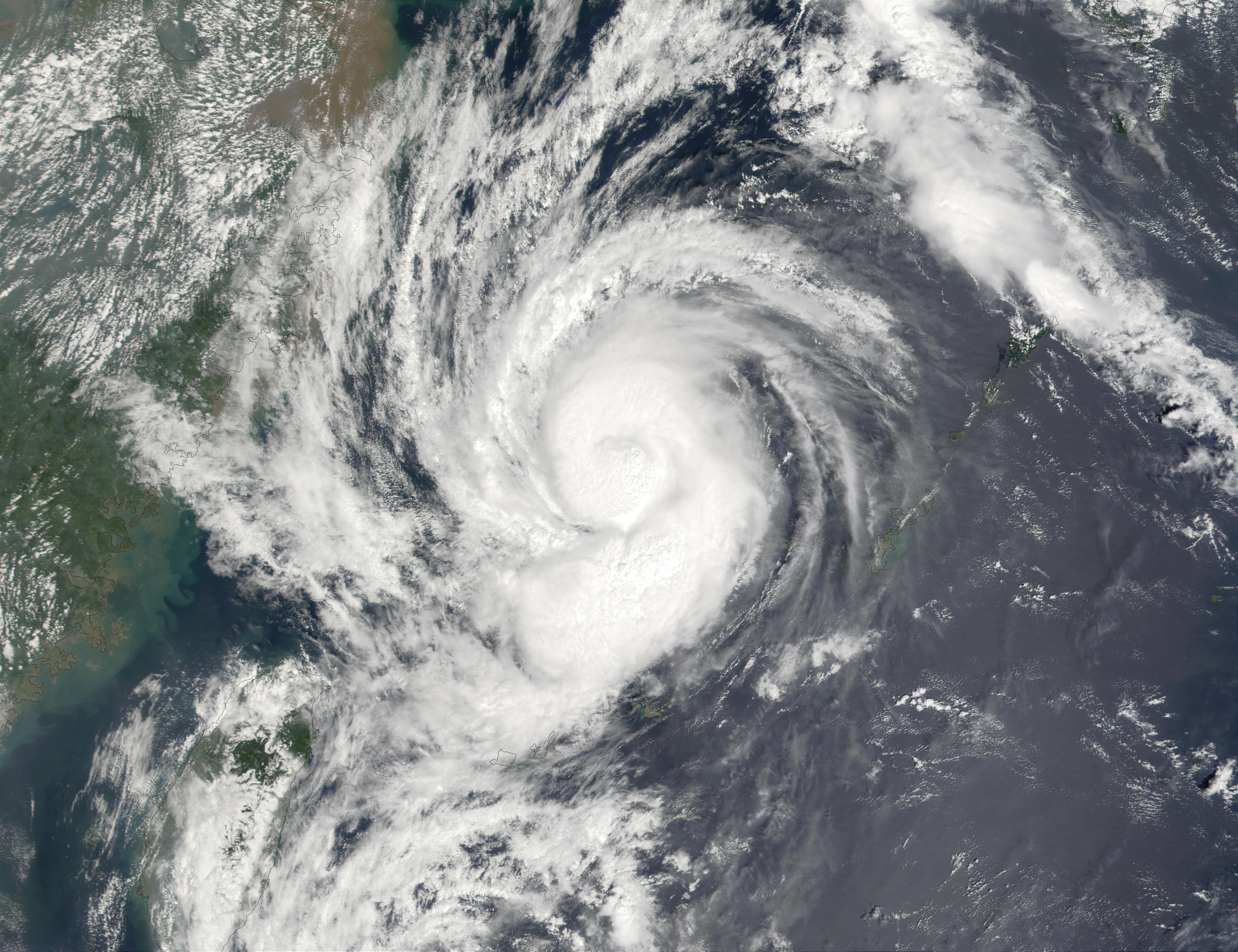
9月9日，在沖繩島以西海域徘徊的納莉

由於上午進入琉球西北方海面後，受到北方中層大陸反氣旋的微弱引導，於是開始往西北方向緩慢行進。在此同時，於日本南南東方海面上的颱風丹娜絲持續往西北西行進，由於其外圍氣流場相當遼闊，間接導致大陸反氣旋南壓的幅度稍微增強，因此自當日下午2時，納莉更偏往西北西行進，且速度有稍微加快的趨勢。當時臺灣中央氣象局（CWB）研判，納莉將有可能對臺灣北部海面構成威脅，因此於當日深夜11時50分針對臺灣北部、東北部海面發布海上颱風警報。
9月9日，由於丹娜絲威力更為強大，風場範圍更擴大的結果開始逐漸對納莉構成牽制作用，不過由於丹娜絲本身陷入中層大陸高壓及副熱帶高壓之間的鞍形場當中，只能緩慢往西行進，因此納莉只有受到牽制作用，而路徑仍是往西北西方向緩慢行進。當晚，受到丹娜絲大範圍風場的影響，北方高壓範圍開始向南壓，對納莉造成的壓力愈趨明顯，且又因導引氣流不強的緣故，納莉在當晚8時的方向又突然改變，往偏南方向行進。
9月10日上午8時，由於東北風伴隨著北方少許冷平流的緣故，納莉的威力已出現減弱的跡象。當日，原本陷入鞍形場而移動緩慢的丹娜絲因高緯度有高空槽東移接近而逐漸擺脫鞍形場，向北北西轉北的方向接近日本關東地方。而被丹娜絲所牽制的納莉，於是被其遼闊的外圍氣流場所影響，中午起緩慢往東南東方向行進。在種種因素之下，臺灣中央氣象局在當日上午9時解除海上颱風警報。此後，納莉繼續往東南東方向緩慢行進，並第三度往沖繩本島及久米島一帶逼近。就在當晚8時起，方向更轉為偏東行進，持續朝久米島逼近。9月11日凌晨2時，納莉當時就在久米島以西海域，而對納莉方向構成影響的丹娜絲已經隨著槽線導引，迅速往北轉北北東方向侵襲關東地方，對納莉的導引力在當日清晨過後即逐漸消失，因此導致當時並無任何力量導引納莉。上午8時，納莉威力開始不斷增強，並被日本氣象廳升格為颱風等級，中心風速增強至65節，最低氣壓則是970百帕（毫巴，28.64英寸汞柱）。
自9月11日上午起直至到12日清晨期間，納莉在久米島與慶良間群島之間的海域持續徘徊約35小時。而本身威力亦持續增強，並在9月11日下午2時達到首度巔峰，中心風速達到75節，最低氣壓則降至960百帕（毫巴，28.35英寸汞柱）。同時，聯合颱風警報中心將其強度上評至相當於二級颱風上限，甚至在晚間6時上評至相當於三級颱風，一分鐘平均風速達100節。不過後來，聯合颱風警報中心在9月12日午夜12時就將其下評為相當於二級颱風，甚至在9月13日午夜12時又進一步將其下評為相當於一級颱風，而日本氣象廳亦在9月12日上午11時將其降格為強烈熱帶風暴。

### 轉向西南，重創臺灣

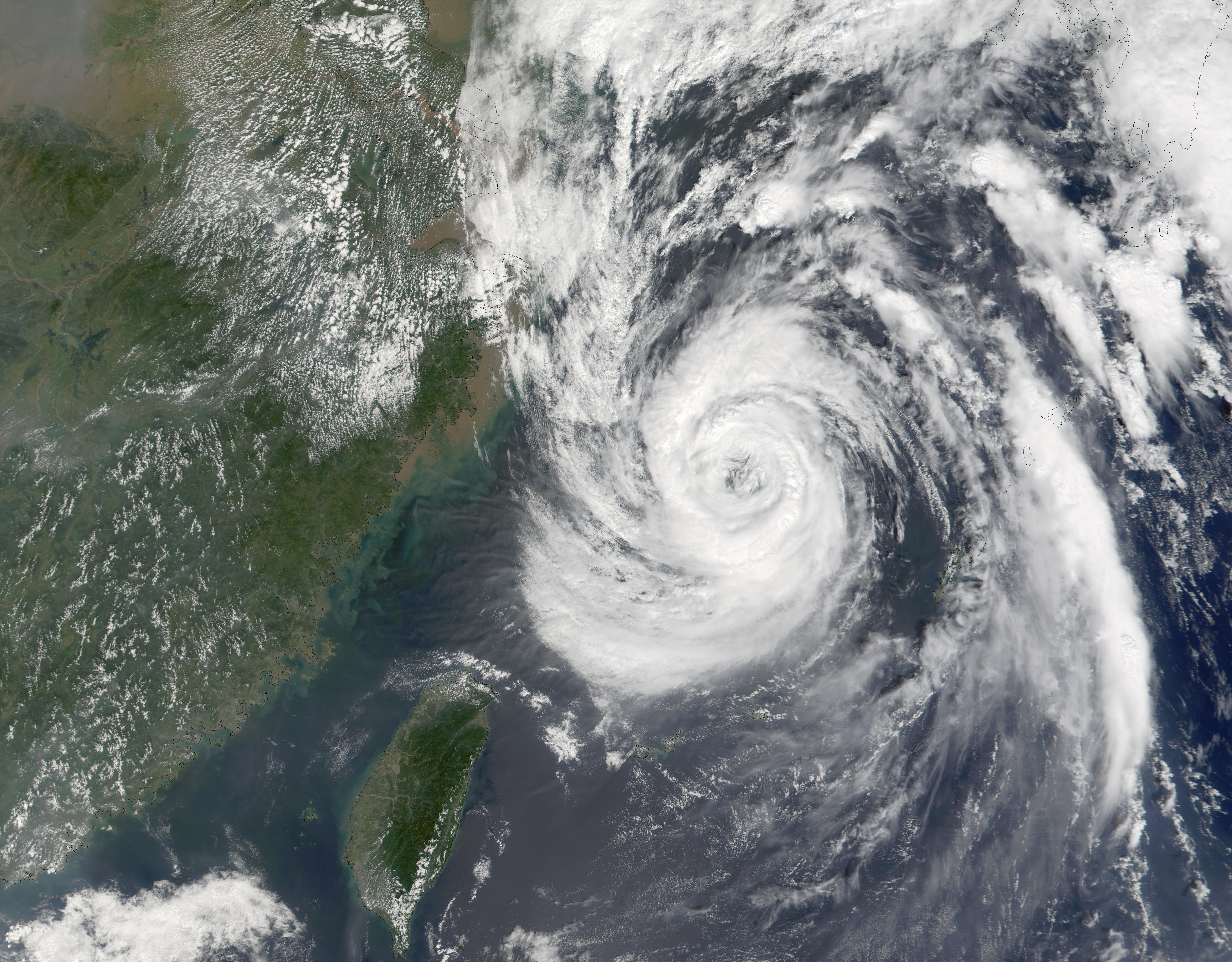
9月14日，百合位於其生命史路徑最北端處

9月13日凌晨，中國大陸東北方有一高空槽逐漸建立，納莉在無主狀態之下疑似受此槽影響，納莉於凌晨3時30分自久米島登陸；不久在9月13日清晨至9月14日上午期間，緩慢往西北方向行進。由於丹娜絲早已消散，副熱帶高壓因此得以西伸並在日本南方海面建立起中心，加上华东地区的高壓勢力相當，導致納莉等同陷入一新鞍形場中，受高空槽影響而往西北方向緩慢行進，也因此臺灣中央氣象局於當日下午3時，再度發布針對臺灣北部海面的海上颱風警報；同時納莉受氣流拉扯的緣故，對流結構並無法維持良好狀態，其威力又再度減弱。之後，納莉與槽底距離愈趨接近，此時亦有部分預報模式出現納莉可能順利搭上槽線牽引往北而去的預測，不過令人始料未及的是，情況卻從9月13日晚間出現變化。
由於鞍形場西面的大陸高壓逐漸增強，高度加高，同時在日本南方出現一高空冷心低壓，導致副熱帶高壓勢力被迫往東退，而北方槽線位置不變，不過深度並未加深。種種因素之下，西面高壓的東北風導引力量開始佔上風，此種現象直至9月14日更為明顯。在當日上午8時，颱風納莉的中心爬升到最北端的北緯27.6度、東經125.3度處時，路徑方向開始出現劇變，已往西南西轉西南方向行進，準備朝臺灣北部、東北部一帶逼近。根據中高層駛流場圖顯示，位於華北的導引中心正為納莉帶來東北來向的駛流，意味著納莉侵襲臺灣將成定局。而臺灣中央氣象局亦於9月15日凌晨2時45分，針對臺灣北部、東北部一帶發布陸上颱風警報。不過就在強度調整方面，聯合颱風警報中心於當日午夜12時將其降格為熱帶風暴，但又於早上8時將其重新升格為颱風。
在導致納莉結構變差的氣流拉扯作用已消失的情況之下，納莉的強度又逐漸增強。雖然此時納莉已經離臺灣陸地並不遠，不過由於環流緊密，強風圈半徑僅150公里，移速亦僅維持在時速10公里左右，故納莉直至隔日下午之後，對臺灣的影響才逐漸顯現。納莉隨後在9月15日下午2時再度被日本氣象廳升格為颱風，中心風速達65節，最低氣壓970百帕，且威力仍持續增強。當晚，华南地区高壓向東延伸，同時華北附近亦出現地面高壓中心東移至山東半島一帶，導致納莉在當晚7時出現了西南西角度的行進，這大幅加重了納莉對臺灣北部的威脅。根據當時氣象衛星雲圖顯示，其結構相當結實，足見水氣供應之足，風眼也較先前更為清晰。在此同時，臺灣北部的雨勢也逐漸增大。

殉職義消張再添銅像

9月16日，納莉持續以西南西的角度，逼近臺灣東北角陸地，強度亦持續增強。就在當日早上8時，聯合颱風警報中心將其強度上調至相當於二級颱風，而其暴風範圍半徑邊緣亦觸及臺灣東北角陸地。下午2時，納莉達到第二度巔峰，中心風速達到75節，最低氣壓則降至960百帕。在此同時，納莉的行進方向再度出現變化，疑似是受到地形作用的緣故，路線角度再度出現顯著南折，以西南至南南西的角度直逼臺灣東北角而來，甚至在下午6時至7時之間，一度在三貂角外海停滯達二小時。另外，在臺東縣外海由於氣流繞山作用，自入夜起產生一顯著的副低壓中心，與原主中心之間產生互動而沿東岸緩慢北上。另外值得一提的是，該副中心乃日本氣象廳、聯合颱風警報中心、菲律賓大氣地球物理和天文管理局（PAGASA）所認定之「主中心」，與臺灣中央氣象局、中國氣象局、香港天文台所認定之「主中心」並不同，以下內文將以後者作為主中心描述。晚間9時40分，納莉於臺灣臺北縣貢寮鄉三貂角，至宜蘭縣頭城鎮一帶登陸。
受雪山山脈地形作用，而納莉之主中心一路往西南沿蘭陽溪谷移動，其結構迅速被破壞而減弱，於9月17日午夜12時顯著減弱為熱帶風暴，甚至於下午2時進一步減弱為熱帶低氣壓。在此同時，聯合颱風警報中心亦因其威力減弱，將其下評為相當於一級颱風，甚至於早上8時進一步降格為熱帶風暴。而當日凌晨2時，由於納莉進入菲律賓大氣地球物理和天文管理局之熱帶氣旋責任範圍，因此該單位將其評級為熱帶風暴，並將其命名為「Kiko」。當時，納莉因地形影響導致其移速顯著減慢，而在臺灣東岸近處的副中心則北行。而在納莉北方的高壓已東移出海，因此導引力量開始出現減弱的現象，這造成了納莉的移速在過山之後更為緩慢。而在臺灣東岸的副中心此時的勢力幾乎與主中心不相上下，二者互動的狀況之下，納莉的主中心只能沿著中央山脈西側緩慢南下。
而原本納莉登陸之前，環流小而發展條件較其他颱風少，易維持本身強度，且在颱風結構即已十分完整紮實、強度達到相當於三級颱風之下，有相當空間留予地形磨擦損耗。當晚，適逢臺灣本島周圍海域的偏暖海面溫度，當納莉的能量即將放盡前，在大氣環流並無可阻擋其氣流場的環境之下，不斷吸納附近水氣，不僅維持本身能量不再衰減，進行對颱風本身的能量補充之外，甚至重新整合其結構組織，並再度發展出旺盛對流雲系，將所有能量在陸地上空悉數釋放，故在臺灣本島、澎湖群島一帶造成豪雨致災。
9月18日，受到東方勢力相當之副低壓中心牽制影響，自當日凌晨2時至早上8時間，颱風主中心持續停滯在雲林縣斗六市附近，幾乎原地打轉不動。當晚，該副低壓中心已在花蓮附近消散，納莉因此擺脫其牽制，故其於在晚上7時過後再度南下，呈現「自由過山」形式，終於在當晚11時自臺南市安平區附近出海，進入臺灣海峽南部，隨即進入南海以北海域一帶。一般而言，颱風中心停留在臺灣本島的時間約為4至5小時，而納莉停滯了總共長達49小時又20分鐘，是臺灣氣象史上颱風中心停滯本島最久紀錄，史無前例。

### 最終增強，橫掃華南

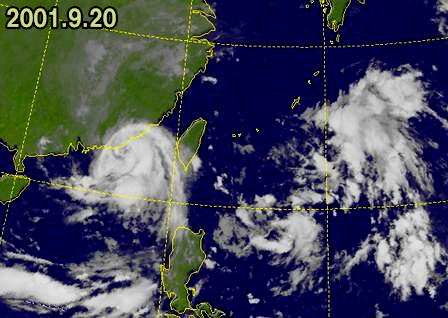
9月20日，納莉自臺南出海，並進行其生命期最終增強

納莉出海後，自9月19日午夜12時至下午1時間，往南南西方向緩慢南下。當日午夜12時，聯合颱風警報中心將其降為熱帶低氣壓。下午2時，由於北方再度有反氣旋導引南壓，副熱帶高壓亦逐漸西伸，於是納莉開始向西行進，速度加快，於是菲律賓大氣地球物理和天文管理局對其發布最後警報（第11報），這意味著納莉正遠離菲律賓。之後，香港天文台（HKO）於當日下午4時15分懸掛一號戒備信號。
至於臺灣中央氣象局方面則隨著納莉的遠離，分別於當日下午5時10分及深夜11時05分解除陸上颱風警報以及海上颱風警報。當晚10時，澳門地球物理暨氣象局開始懸掛一號風球。
9月20日午夜12時，由於颱風中心進入海面的緣故，故納莉的強度又再度增強，於是日本氣象廳及聯合颱風警報中心同時將其升格為熱帶風暴，此次是納莉生命史中第三度、最後一次增強。當日上午8時，納莉繼續快速往西北西行進，逼近中國廣東省東部沿海一帶，不過又於下午2時被日本氣象廳降格為一熱帶低氣壓。而香港天文台以及澳門地球物理暨氣象局亦隨著納莉的逼近，分別於當日下午2時45分及6時正懸掛三號強風信號以及三號風球。不過納莉的路線比原先預期稍偏西北，於當日下午4時左右在中國廣東揭陽市惠來縣登陸，之後繼續往西北西方向行進。隨著納莉的遠離，香港天文台於當晚10時40分除下所有熱帶氣旋警告信號。登陸之後，強度亦隨之迅速減弱，近中心最大持續風速在當晚11時左右下降至熱帶風暴下限，且風圈逐漸縮小。
最終，納莉於9月21日午夜12時被聯合颱風警報中心降格為熱帶低氣壓之後，澳門地球物理暨氣象局於凌晨2時30分除下所有熱帶氣旋信號。當日早上8時，納莉進入桂東一帶。同時，聯合颱風警報中心對其發出最後警報（第61報）。之後，颱風環流於當日下午2時消散，宣告其長達16日又6小時的生命史正式結束。

## 數據紀錄及影響
| 地區     | 罹難人數 | 失蹤人數 | 受傷人數 | 损失（原貨幣） | 损失（USD） | 来源                               |
| -------- | -------- | -------- | -------- | -------------- | ----------- | ---------------------------------- |
| 日本     | 2        | 2        | 9        | -              | -           | [ 48 ]                             |
| 臺灣     | 94       | 10       | 265      | NT $300億      | $8.4億      | [ 12 ] [ 13 ] [ 49 ]               |
| 中國大陸 | 3        | 3        | 15       | RMB¥ 6000萬    | $725萬      | [ 50 ] [ 51 ] [ 51 ] [ 52 ] [ 53 ] |
| 总计     | 97或99   | 13或15   | 289      |                | $8.47億     |                                    |

### 日本
- 當地評定巔峰強度分級：（JMA）
- 當地評定最大持續風速：75節（39每秒；139每小時）（十分鐘）
- 當地評定中心最低氣壓：960百帕斯卡（28.35英寸汞柱）

#### 災情
9月7日，納莉侵襲沖繩島，沿岸掀起高達6米的長浪，琉球群島的所有公立學校均宣布停課，但政府未作及時因應，導致來往學校的船隻、飛機航班陷入混亂而引發民怨。
總計，納莉在日本造成2人罹難或失蹤、9人受傷，並有261棟建築物受損，而渡名喜村則全島停電。

#### 紀錄
納莉在9月7至8日掠過沖繩島，於當地中南部降下300至400毫米的雨量，其中那霸更是測得了551.5毫米的雨量，在名護市則是210毫米的雨量。最低氣壓方面，那霸在9月7日清晨6時13分測得984.9百帕（毫巴，29.08英寸汞柱），名護則於9月8日凌晨3時30分測得990.2百帕（毫巴，29.24英寸汞柱）。風速上，那霸於9月8日凌晨1時測得最大持續風速達每秒25.4米（相當於蒲福風級10級風，以下內容之風級標準亦同），當時盛行西北西風，於同日凌晨1時42分測得瞬間最大陣風每秒41.7秒（相當於14級風），當時盛行西北西風；在名護於同日凌晨4時整測得最大持續風速為每秒21.5米（相當於9級風），當時盛行南南東風，於同日凌晨4時40分測得瞬間最大陣風每秒36.5米（相當於12級風），當時盛行南南東風。
而在久米島，颱風長時間滯留附近海面上，導致降下破紀錄總雨量967.5毫米，是當地平均年總雨量的45%，其中24小時最大雨量達577.5毫米。最低氣壓則測得976.3百帕（毫巴，28.83英寸汞柱）。於9月11日上午10時10分測得最大持續風速達每秒22.9米（相當於9級風），當時盛行北北東風，於隔日（12日）測得瞬間最大陣風每秒50.8米（相當於15級風上限），當時盛行北風。

### 臺灣
| 臺灣颱風降雨紀錄 | 臺灣颱風降雨紀錄 | 臺灣颱風降雨紀錄 | 臺灣颱風降雨紀錄 | 臺灣颱風降雨紀錄 | 臺灣颱風降雨紀錄 | 臺灣颱風降雨紀錄 |
| 累計降雨紀錄     | 累計降雨紀錄     | 累計降雨紀錄     | 年份             | 風暴名稱         | 發生地點         | 附註             |
| 排行             | 公釐             | 英吋             | 年份             | 風暴名稱         | 發生地點         | 附註             |
| ---------------- | ---------------- | ---------------- | ---------------- | ---------------- | ---------------- | ---------------- |
| 1                | 3,060            | 120.5            | 2009年           | 颱風莫拉克       | 嘉義縣阿里山鄉   | [ 58 ]           |
| 2                | 2,319            | 91.3             | 2001年           | 颱風納莉         | 臺北縣烏來鄉     | [ 59 ]           |
| 3                | 2,162            | 85.1             | 1969年           | 熱帶風暴芙勞西   | 臺北市北投區     | [ 58 ]           |
| 4                | 1,987            | 78.2             | 1996年           | 颱風賀伯         | 嘉義縣阿里山鄉   | [ 60 ]           |
| 5                | 1,933            | 76.1             | 2024年           | 颱風凱米         | 高雄市茂林區     | [ 61 ]           |
| 6                | 1,834            | 72.2             | 1987年           | 颱風琳恩         | 臺北市北投區     | [ 62 ]           |
| 7                | 1,774            | 69.8             | 2012年           | 颱風蘇拉         | 宜蘭縣宜蘭市     | [ 63 ]           |
| 8                | 1,725            | 67.9             | 2024年           | 颱風山陀兒       | 台東縣卑南鄉     | [ 64 ]           |
| 9                | 1,672            | 65.8             | 1967年           | 颱風解拉         | 宜蘭縣冬山鄉     | [ 65 ]           |
| 10               | 1,611            | 63.4             | 2008年           | 颱風辛樂克       | 臺中縣和平鄉     | [ 66 ]           |

- 當地評定巔峰強度分級：（CWB）
- 當地評定最大持續風速：40每秒（78節；140每小時）（十分鐘）
- 當地評定中心最低氣壓：960百帕斯卡（28.35英寸汞柱）
- 當地發布之颱風警報：海上陸上颱風警報

#### 災情
納莉是當年颱風季第六個侵臺颱風。其中心自登陸至出海共長達49個小時又20分鐘，創下臺灣氣象史上颱風中心滯留陸地時間最久的紀錄，並改寫臺北、新竹、嘉義等局屬測站的24小時最大降雨量紀錄；且因其貫穿的特殊路徑（自三貂角、頭城一帶，西南行進至臺南）、東北季風共伴效應、颱風本身挾帶之西北風、其對流完整紮實並於陸地上重新整合發展而所致，故在臺灣降下豐沛雨量，多處24小時最大降雨量皆刷新歷史紀錄。災情約略述之：由於颱風侵襲時又適逢八月初一天文大潮，且南湖大橋附近之基隆河與內溝溪的聯繫堤防尚未施作完成，河水直接灌入市區，首當其衝乃是南港區的臺北捷運昆陽站及附近地區，再加上南湖大橋受上游漂流貨櫃阻塞影響，洪水水位高度11.74米，已超越原先計畫洪水位標高11.06米，距堤頂高度僅剩約90厘米，之後臺北捷運板南線、淡水線、台北車站等地下鐵路遭洪水淹沒，並造成忠孝東路、內湖、南港、汐止等處嚴重淹水，臺北交通陷入空前的嚴重混亂。
此外，臺鐵縱貫線山線、海線及宜蘭線部分路段中斷；多處地區引發泥石流災害；近165萬戶停電；逾175萬戶停水；全臺有408所學校遭到重創，損失近8億新臺幣；工商部分損失超過40億新臺幣；農林漁牧損失約42億新臺幣；含括所有經濟損失總共約300億新臺幣。為應對此次嚴重水災，中華民國政府動員約八千名中華民國國軍官兵協助搜救及物資援助。在北部、中部地區，上萬名災民被安置於避難所。
此次水災，由於再加上當時美國發生九一一袭击事件，臺灣證券交易所以及許多公司均停止市場機能數日，直接重挫國內股市。即使日後市場重新運作，股市機能已大不如前；而數十萬名居民不但無法上班，出行亦是一大問題。這些情況導致国内生产总值降低0.2%，相當於194億新臺幣（約5億6000美元）。
由於納莉在北臺灣帶來的降雨量過於集中，再加上臺北市政府在當時採取大量放水，卻未料當年末至隔年（2002年）上半年雨量匱乏，隔年北臺灣發生大規模缺水危機，導致大臺北地區民眾生活不便，以及因水質不佳而產生的疾病。另外，水災過後有大量廢棄物待清運，當時已停用的台北市立棒球場遂成為廢棄物的暫存場及臨時轉運站，清運完成後該處被動工拆除，原址改建成如今之臺北小巨蛋，後來於2005年完工啟用。不僅如此，納莉甚至間接造成後來的紅火蟻問題、登革熱疫情擴散、SOGO經營案等。由於傷亡、損失、耗費成本極大，政府決定下半旗致哀，而當年雙十國慶煙火亦決定不予施放。
2001年9月17日清晨，因為納莉颱風侵襲北台灣，帶來了達到「四百年防洪頻率」（也就是平均每四百年才會發生一次）的洪水。基隆河在兩次截彎取直後，彎曲穿過的數百公頃河川地變成了工商業用地，洪水沒有了滯留區，速度來得越來越快。加上亞洲最大玉成抽水站因為在地底下的冷卻系統被水淹沒而停機，以致於台北市各地區大量黃色汙水瀰漫。例如︰位於臺北市南港區的中央研究院，其中位於低處的歐美所圖書館因四分溪暴漲之故，地下室慘遭洪水全部淹沒，泡水而報銷的中西文書籍高達3萬3千多冊，鄰近四分溪的七個研究所地下樓層，首當其衝，直接遭受大水侵襲，多年來的研究成果損失無法估計。同樣位於南港的中視大樓的一樓與地下樓遭洪水侵襲，位於一樓的中視大廳被洪水淹沒了一大半，位於地下樓的停車場、新聞企劃室與新聞資料片庫被洪水全部淹沒，新聞資料片庫內保存的不少新聞錄影帶（資料帶）也遭洪水沖毀。中視緊急將搶救出來的發射設備搬到台北市忠孝西路崇聖大樓19樓中視北部新聞中心，作為中視各節新聞的臨時錄影地點。

#### 紀錄
納莉在臺灣創下多項紀錄：臺北氣象站在2001年9月17日單日測得425公釐的雨量，是該站設立105年來的歷史新高紀錄，至今仍是該站日雨量第一高紀錄。基隆五堵地區曾出現時雨量120公釐；嘉義則出現144公釐的雨量，打破單小時最高雨量的紀錄。臺北、桃園、基隆、新竹、苗栗等地區的累積總降雨量均逾1,000公釐。臺北、新竹、嘉義三處氣象站測得的24小時最大雨量值，均突破三站設立以來的最高紀錄。臺北縣烏來鄉下盆，降下高達2,319公釐的雨量，是納莉登陸臺灣期間，雨量最高的地區，同時亦刷新當時臺灣颱風總雨量紀錄，一度成為臺灣氣象史上降雨量最高的颱風，不過該項紀錄已於2009年被莫拉克颱風在阿里山所降下之3,060公釐的雨量所超越。
其路徑相當詭譎多變，是臺灣氣象史上第一個路徑為「東北進、西南出」的颱風，故被交通部中央氣象局與1986年韋恩、1991年耐特，以及2012年天秤並稱為「侵臺四大怪颱」。颱風中心滯留在臺灣本島陸地長達49小時又20分鐘，是滯留時間最久的颱風。是次颱風中，氣象局發布警報單資料共64報，報數最多，大幅超越了1999年丹恩43報及1986年韋恩42報的舊紀錄（不過韋恩為舊制6小時一報，換算成3小時制後共81報）。台灣電力公司發出36次災情速報，水利處亦發出14次水情通報，均創下單一災害發布通報次數最多的紀錄。石門水庫持續洩洪15天，創下水庫啟用以來的紀錄。基隆河水位最高紀錄。

### 中國大陸
- 當地評定巔峰強度分級：（CMA）
- 當地評定最大持續風速：40每秒（78節；140每小時）（二分鐘）
- 當地評定中心最低氣壓：960百帕斯卡（28.35英寸汞柱）

浙江省氣象台於9月7日上午預測，百合未來將轉向偏北方向移動，浙江沿海風力未來將增強到7至9級，隔日後期浙東地區將首先受到影響，轉為陣雨天氣。後來該省氣象台在9月14日預測表示，百合漸漸向閩浙一帶沿海靠近。受其外圍影響，浙江沿海海面有8至10級偏北陣風，杭州湾水面有6至8級陣風。其後二天浙東沿海的部分地區有大雨到暴雨。為此，氣象台發布沿海海面強熱帶風暴警報，提醒在浙江沿海及東海海面上航行以及作業之船舶特別注意。
福建省方面，受冷空氣和百合外圍共同影響，9月18至21日沿海開始出現強勁的東北風，其中漳州市东山县之陣風達27米每秒；9月20日泉州市沿海則出現7至8級平均風、9級陣風。中南部沿海地區在9月19至20日出現暴雨，7個縣市之雨量超過100毫米，以厦门市216毫米為最大。而9月20日泉州南安市雨量亦達92毫米，接近大暴雨。由於強降雨集中在短時間內，局部地方出現短時的水浸，但無災情報告。
百合自臺灣出海之後，汕头市氣象台在9月20日上午9時30分對其發布颱風红色预警信號以及暴雨黄色预警信號。因其吹襲的緣故，該市颳起9至10級東北至東風、12級強陣風，並伴隨著暴雨，連接廣、深線的二座跨海大橋及機場一度封閉；另外，當日上午停泊在南澳縣前江海灣的「南澳21079號」，船隻在轉移到後江避風港停泊途中，經長汕尾海面時被翻沉，船隻上共有5位漁民，3人被救起、2人失蹤；在達濠區亦傳出有一艘竹排船隻翻沉，有1人失蹤；總計汕頭市逾15人受傷。而在揭陽市惠來縣則有154戶房屋全倒、267戶半倒，另有26艘小竹排海中因風浪強勢而翻沉，經濟損失達2675萬餘人民币、受災面積3400公頃，共有1人罹難。另外在汕尾市，因百合挾帶之強降雨，導致2人罹難，損失2833萬餘人民幣。

### 香港
- 當地評定巔峰強度分級：（HKO）
- 當地評定最大持續風速：150每小時（42每秒；81節）（十分鐘）
- 當地評定中心最低氣壓：955百帕斯卡（28.2英寸汞柱）
- 當地懸掛之最高熱帶氣旋警告信號： 三號強風信號

受百合及東北季風的共伴影響，9月19日晚間之風力開始逐漸增強。後來隨著百合逐漸逼近，9月20日當地的天氣多雲有雨，在百合登陸汕頭市西南面約60公里後，天文台於當日下午2時16分錄得最低瞬時海平面氣壓1003.4百帕（毫巴，29.63英寸汞柱）；當晚8時許，百合最接近香港，在天文台總部以北約90公里掠過。而三號強風信號懸掛之後，由於吹西北風，受到地形屏蔽，境內風勢並未增強，最大平均風僅每小時38公里（相當於5級風），出現於流浮山與大老山；即使後來當百合西移至香港北面，境內轉吹西南風，香港海平面風勢仍然極弱。隨著百合減弱為一低壓區，天文台於晚上10時40分除下所有熱帶氣旋警告信號，懸掛信號期間並未造成人員傷亡。百合是天文台有氣象紀錄以來，風力最弱的三號信號之一，亦是天文台最後一個以懸掛方式發出熱帶氣旋警告信號的熱帶氣旋。

### 澳門
- 當地評定巔峰強度分級：（SMG）
- 當地懸掛之最高熱帶氣旋信號：  三號風球

9月20日，由於百合開始逼近华南地区，澳門於當日下午2時38分錄得當時最低氣壓992.0百帕（毫巴，29.29英寸汞柱）；於當日清晨6時錄得最大持續風速每小時24公里（相當於4級風），當時盛行北北東風；於當日下午4時59分錄得最大瞬間風力每小時58公里（相當於7級風）。後來百合於當日下午5時沿北緯23度線附近向西移動，接著登陸汕頭市一帶；隨後百合減弱消散，氣象局9月21日凌晨2時半除下所有熱帶氣旋信號。過程總雨量僅0.2毫米，整體影響非常輕微。

## 文化影響

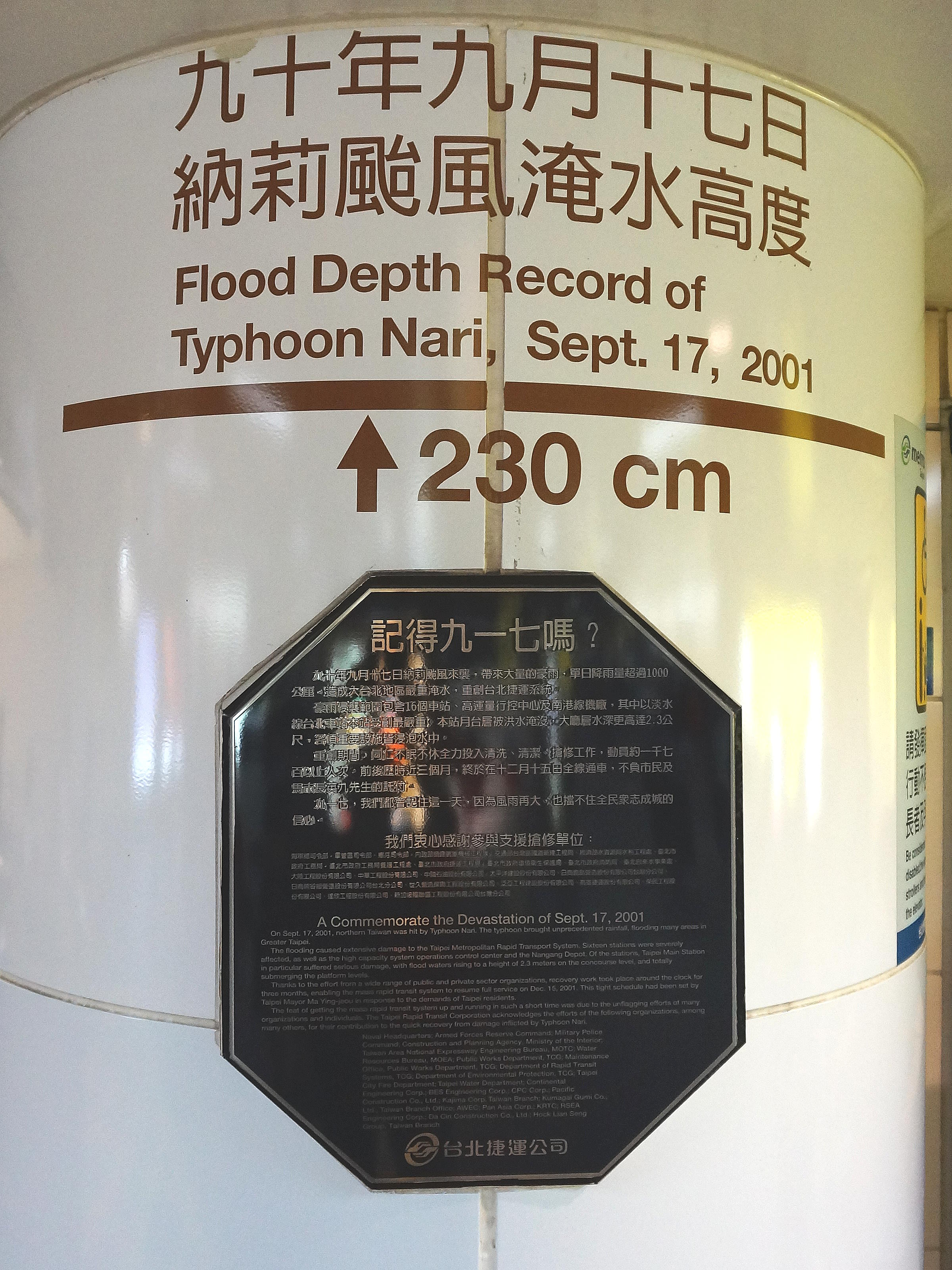
捷運台北車站淹水紀念銘版（230cm）

2008年上映的中國大陸災難片《超強颱風》劇情中，虛構颱風「藍鯨」移速異常緩慢且路徑詭譎難測，百合的發展過程也因此被提及。
由於九一七水災嚴重影響臺北捷運運作，部份車站更遭洪水所淹沒，故16處南港線車站角落有淹水紀念線，各車站標示高度不一，標示高度最低為市政府站之150公分、最高則為西門站之540公分；其中台北車站在其淹水線之下有標題為「記得九一七嗎？」的中英文雙語銘版，內容簡述車站淹水情況以及修復、清理過程。

## 熱帶氣旋警告使用紀錄

### 臺灣
| 交通部中央氣象局 颱風警報 | 交通部中央氣象局 颱風警報 | 交通部中央氣象局 颱風警報 |
| ------------------------- | ------------------------- | ------------------------- |
| 上一熱帶氣旋              | 海上颱風警報              | 下一熱帶氣旋              |
| 中度颱風桃芝              | 海上颱風警報              | 中度颱風利奇馬            |
| 中度颱風桃芝              | 陸上颱風警報              | 中度颱風利奇馬            |

### 香港
| 香港天文台 熱帶氣旋警告信號 | 香港天文台 熱帶氣旋警告信號 | 香港天文台 熱帶氣旋警告信號             |
| --------------------------- | --------------------------- | --------------------------------------- |
| 上一熱帶氣旋                | 一號戒備信號                | 下一熱帶氣旋                            |
| 熱帶風暴菲特                | 一號戒備信號                | 強烈熱帶風暴北冕 （警告信號改為發出）   |
| 颱風玉兔                    | 三號強風信號                | 強烈熱帶風暴黑格比 （警告信號改為發出） |

### 澳門
| 地球物理暨氣象局 熱帶氣旋信號 | 地球物理暨氣象局 熱帶氣旋信號 | 地球物理暨氣象局 熱帶氣旋信號 |
| ----------------------------- | ----------------------------- | ----------------------------- |
| 上一熱帶氣旋                  | 一號風球                      | 下一熱帶氣旋                  |
| 熱帶風暴菲特                  | 一號風球                      | 強烈熱帶風暴北冕              |
| 熱帶風暴菲特                  | 三號風球                      | 強烈熱帶風暴黃蜂              |

## 釋義
1. ↑  當有二種以上全球預報模式表示該系統將於未來48小時內發展為熱帶氣旋，聯合颱風警報中心則將該系統之熱帶氣旋形成機會評級為「弱」（POOR）；2011年6月1日起該評級改為「低」（LOW），原評級標準不變。除非環境因素特別良好，否則該系統在24小時內發展為熱帶氣旋的機會甚微。[5]
2. ↑  當有三種以上全球預報模式表示該系統將於未來48小時內發展為熱帶氣旋，聯合颱風警報中心則將該系統之熱帶氣旋形成機會評級為「普通」（FAIR）；2011年6月1日起該評級改為「中」（MEDIUM），原評級標準不變。一般而言，即使發展機會增大，系統在24小時之後發展成熱帶氣旋的機會才會較大；但若環境良好，系統亦能於24小時內形成熱帶氣旋。[5]
3. ↑  當有三種以上全球預報模式表示該系統將於未來24小時內發展為熱帶氣旋，聯合颱風警報中心則將該系統之熱帶氣旋形成機會評級為「優」（GOOD）；2011年6月1日起該評級改為「高」（HIGH），原評級標準不變。在此同時，該機構將以英文發布熱帶氣旋形成警報。此時該系統於24小時之內形成熱帶氣旋的機會極大，若氣象因素非常有利，該系統更可於6小時內增強為熱帶低氣壓。[5]
4. ↑  作為世界氣象組織指定的西北太平洋區域專責氣象中心，日本氣象廳負責西北太平洋區域內（包括南海、東海）的熱帶氣旋正式編號與命名工作：每當該機構將一個熱帶低氣壓升格為熱帶風暴時，該機構亦會依照在世界氣象組織颱風委員會上通過的名稱表作出命名，同時給予4位數字的國際編號。前四位為當年公元紀年末二碼（2001），末二位代表納莉是當年被該機構第16個升格為熱帶風暴的熱帶氣旋。
5. ↑  「納莉」（英語：Nari，國際音標：[ˈnɛəɹi]）一名是由南韓所提供，即（在命名國當地，有特指鐵砲），球莖類植物的一種，長有大的白色或彩色花瓣，是當地夏季相當常見的花卉之一。[8][9]
6. ↑  聯合颱風警報中心是一個聯合美國海軍和美国空軍的專責小組，並會為西北太平洋或其他洋域發出熱帶氣旋警告並編號。其編號有正式編號與通用編號二種：前者係由二個英文字母及六位數組成，前兩位為洋域代碼（WP代表西北太平洋，包括南海、東海），中間兩位代表熱帶氣旋當年在洋域內之形成次序，後四位為當年公元紀年（2001）；後者則由二位數及一個英文字母組成，前兩位數係指熱帶氣旋於當年在英文字母所表示的區域內形成次序，英文字母為洋域代碼（W同前述之WP範圍），此編號系統每年重新開始，故無專屬性。換言之，「WP202001」及「20W」皆指納莉是2001年第20個於西北太平洋（包括南海、東海）區域內形成的熱帶氣旋，惟注意「20W」指稱納莉僅適用於2001年。[10]
7. ↑  中尺度水平大小約4至400公里，垂直大小4至8公里左右，持續時間可達數天。[15]
8. ↑  「氣壓梯度」是指在一水平距離中的气压變化程度。在地面天氣圖上，等壓線間的疏密正好反映著氣壓梯度的大小：當等壓線疏時，表示該區氣壓梯小，等壓線密集，則氣壓梯大。氣壓梯度力並不是真正意義上的「力」，這其實是由於水平氣壓差而產生的空氣加速度（即單位質量所受的力），推動空氣從高壓流向低壓而產生風。風力和氣壓梯度的大小成正比：氣壓梯度越大，空氣從高壓流向低壓的速度（即風速）亦愈大。而氣壓梯度力作用的方向，往往與等壓線呈垂直。不過在實際大氣中的空氣運動還有科氏力、地形摩擦力及離心力等作用，因此情況往往複雜得多。而基於氣壓梯度力，亦可簡單解釋至熱帶氣旋中心的極強風速，即由於其氣壓梯度於近中心處甚大所致。[16][17]
9. ↑  「水平風切」是比較一平面範圍中風速及風向差。熱帶氣旋圍繞中心附近的風以逆時針方向吹，且隨愈近眼壁則愈強，因此熱帶氣旋是一個存在有明顯水平風切的系統。[18]
10. ↑  「西風帶」是位於副熱帶高壓與副極地低壓之間（大致在南北緯30至60度之間）的行星風帶。從副熱帶高壓流向副極地低壓的氣流在科里奥利力的作用之下，偏轉成西風（北半球為西南風，南半球為西北風），因此西風為盛行風。[19][20]
11. ↑  「斜壓」是指等壓面與等溫面（等密度面）出現交角的現象，而且二者隨高度而傾斜。例如於中緯度，由於受太陽照射差異使南北溫差大，西風帶的氣壓槽一般即隨高度向西傾斜，而溫度槽脊則向東傾斜，造成等壓面和等溫面不平行的情況。[21]
12. ↑  「輻散」是指空氣由一個中心向四周散開，通常只有氣旋式輻散，形成原因和輻合的機制相若，只是一般是在高壓系統發生。高空也能有高壓，所以高空也能有輻散，高空輻散足夠又有水氣時就可能降雨，形成原因和輻合相若。[22][23]
13. ↑  「輻合」是指空氣匯聚的現象，其中又可分為「氣旋式輻合」和「切變式輻合」二種：在地面，空氣在科氏力、氣壓梯度力、地形摩擦力以及離心力之共同作用下，以逆時針通過等壓線，呈螺旋式向低壓中心推進，形成風。若低壓中心有閉合等壓線（例如熱帶氣旋），則因角動量守恆，離心力加大，而進一步平衡氣壓梯度力，於是產生旋風。同時空氣被迫抬升，空氣上升後地面氣壓便會進一步下降，此即「氣旋式輻合」。而「切變式輻合」則是二種不同風向的氣流輻合，而使空氣因壓迫抬升，這種切變式的輻合通常出現於鋒面或低壓槽處，和前者輻合的分別只是氣旋式的風向變化比較不明顯。[22][23]
14. ↑  高空西風帶[注 10]繞副極地低壓的等壓線移動，當副極地低氣壓出現冷心斜壓[注 11]槽時，即為「西風槽」。槽中有強正渦平流，槽前有輻散[注 12]運動常伴隨低空溫帶氣旋的發展，槽後輻合[注 13]則伴隨地面反氣旋之增強。西風槽東移時亦使副熱帶高壓東退，西風帶中的長波槽（东亚大槽位於東經120－150度）將推動熱帶氣旋轉往東北方向行進。[24][25]
15. ↑  「大陸性反氣旋」是多出現於秋、冬兩季，是位於中國大陸的移動性冷高壓系統，屬中尺度[注 7]天氣系統，垂直厚度通常約為3公里以下，水平尺度則可超過數千公里，一般維持數天至一週不等。大陸性反氣旋與熱帶氣旋可構成較大的水平氣壓梯度[注 8]，使熱帶氣旋北側風力增強、水平風切[注 9]以及渦度增加。但當大陸性反氣旋相關的乾冷氣流進一步侵入熱帶氣旋內部時，便會減弱熱帶氣旋的二類條件性不穩定，從而減弱其強度。又因其常跟隨中高層西風槽[注 14]後方南下，因此所伴隨之強垂直風切會破壞或削弱熱帶氣旋的組織及結構。大陸性反氣旋所帶來的低層東北風有時也會直接引導熱帶氣旋西進。[26]
16. ↑  臺灣中央氣象局研判颱風的七級風（每小時52公里以上）暴風範圍可能侵襲臺澎金馬地區100公里內海域之前24小時，應即發布「海上颱風警報」，將可能受侵襲之各海域列入警戒區域，以後每隔三小時發布一張警報單，必要時得加發之。[27]
17. ↑  低壓系統位於二個高壓系統之間的地區稱為鞍形場（或稱氣壓鞍、變形場）。鞍型場的出現正是氣壓高低的相對關係，由於氣壓二側較高而中間凹入處較四周低，以鞍形作為比喻，故以此為名。當熱帶氣旋位於鞍形場中時，因缺乏明顯的導引力量，熱帶氣旋將會變得緩慢甚至滯留不動，行徑則不穩定。由於二個高壓系統皆有導引熱帶氣旋運動的可能性，這使得熱帶氣旋未來行進方向變化多端，因此預測難度較大。鞍形場最常見例子是副熱帶高壓出現弱點時，弱點凹入成鞍形場，凹處有氣流輻合及正渦度環流，形成低壓系統。而弱熱帶擾動在此場則得到適當渦度而可能得以加強。[28][29]
18. ↑  「西風帶」是位於副熱帶高壓與副極地低壓之間（大致在南北緯30至60度之間）的行星風帶。從副熱帶高壓流向副極地低壓的氣流在科里奥利力的作用之下，偏轉成西風（北半球為西南風，南半球為西北風），因此西風為盛行風。[30][31]
19. ↑  「赤道東風帶」位於3000米以上高空，空氣由副熱帶高壓流向赤道附近之低壓，在科里奥利力作用之下形成偏東風。此乃地球三股行星風系中的其中之一，有導引熱帶氣旋向西移動的作用，一般該熱帶氣旋採以每小時20公里左右行進。[32]
20. ↑  「輻散」是指空氣由一個中心向四周散開，通常只有氣旋式輻散，形成原因和輻合的機制相若，只是一般是在高壓系統發生。高空亦能有高壓，所以高空亦能有輻散，高空輻散足夠又有水氣時即可能降水，形成原因和輻合相若。[22][23]
21. ↑  東風帶[注 19]中有時會出現一些低壓波動，在天氣圖或氣流圖中以倒V字低壓槽表示，乃「東風波」。其由東向西傳播，槽前有輻散[注 20]現象，槽後則有輻合；因此東風波左方受下沉氣流影響天氣晴朗，右方則因輻合上升而出現對流性的不穩定天氣。有大約一成的熱帶氣旋就是在東風波之擾動中生成。[33]
22. ↑  「垂直風切」是指比較一垂直高度中的風速及風向差。[34]
23. ↑  「熱帶對流層上部槽」是一條位於熱帶高空（約200百帕面）的槽線，其可經由中緯度西風槽振幅延大而伸展到熱帶而成，亦可為高層反氣旋南側之高空東風倒槽。其將帶來強烈垂直风切变[注 22]而影響熱帶氣旋或熱帶擾動的發展，但亦有情況是因帶來良好的高空輻散而助長熱帶氣旋的發展。在環境許可下，其會發展成擁有完整環流的高空冷心低壓，並有可能發展至地面而誘生出低層之擾動發展。[35]
24. ↑  「低壓槽」指狹長狀的低壓，或從低壓中心向高壓處伸展而等壓線呈V字形的地方。槽後方氣流下沉，槽前方氣流上升而有輻合運動，有利對流及雨帶的發展。槽線活動的觀測在熱帶氣旋預測上有廣範的應用，例如西風帶[注 18]中的長波槽（东亚大槽位於東經120－150度）將推動熱帶氣旋轉往東北方向行進，而東風波[注 21]、熱帶對流層上部槽（英語：TUTT，Tropical upper tropospheric trough）[注 23]所帶來的高空輻散會有利熱帶氣旋發展等等。[36]
25. ↑  臺灣中央氣象局研判颱風的七級風（每小時52公里以上）暴風範圍可能侵襲臺澎金馬陸地之前18小時，應即發布「陸上颱風警報」，並與「海上颱風警報」同時發布，將可能受侵襲之處列入警戒區域，以後每隔三小時發布一張警報單，必要時得加發之。[27]
26. ↑  當有一熱帶氣旋中心集結於香港約800公里範圍內，並且可能影響香港時，香港天文台就會懸掛「一號戒備信號」。[44]
27. ↑  當有一熱帶氣旋中心集結於澳門約800公里範圍內，並且可能影響澳門時，澳門地球物理暨氣象局就會懸掛「一號風球」。[47]
28. ↑  當維多利亞港內任何一個氣象站錄得或預料會有持續強風（即最大持續風速達每小時41至62公里，相當於蒲福風級六至七級風），陣風更可能達至每小時110公里，香港天文台就會懸掛「三號強風信號」。但受派比安熱帶氣旋警告爭議影響，此信號的參考準則於2007年修訂，由維多利亞港改為8個近海平面處的自動氣象站。[44]
29. ↑  澳門地球物理暨氣象局研判，熱帶氣旋可能導致澳門境內普遍吹強風（即最大持續風速達每小時41至62公里，相當於蒲福風級六至七級風），陣風更可能達至每小時110公里，就會懸掛「三號風球」。[47]

### 來源出處
1. ↑  . 科技部.   [2014-08-01]. （原始内容存档于2021-05-15）. （页面存档备份，存于）（繁體中文）
2. ↑  . Digital Typhoon.   [2014-08-01]. （原始内容存档于2021-05-15）. （页面存档备份，存于）
3. ↑  林紳旭. . 中央通訊社. 2013-07-19  [2015-08-07]. （原始内容存档于2018-08-27）. （页面存档备份，存于）（繁體中文）
4. 1 2 3  交通部中央氣象局. .   [2015-06-20]. （原始内容存档于2016-03-06）. （页面存档备份，存于）
5. 1 2 3  Digital Typhoon. . 2011-07-13  [2015-05-03]. （原始内容存档于2015-05-12）. （页面存档备份，存于）（日語）
6. 1 2 3 4 5 6 7 8 9 10 11 12 13 14 15   (PDF). 聯合颱風警報中心.   [2015-03-28]. （原始内容存档 (PDF)于2013-02-21）. （页面存档备份，存于）（英文）
7. 1 2 3 4 5 6 7 8 9 10 11 12 13 14 15 16   (PDF). 日本氣象廳.   [2014-08-01]. （原始内容 (PDF)存档于2012-12-06）. （页面存档备份，存于）（日語）
8. ↑  . 香港天文台.   [2014-12-15]. （原始内容存档于2014-08-09）. （页面存档备份，存于）（繁體中文）
9. ↑  . 交通部中央氣象局.   [2014-12-15]. （原始内容存档于2016-05-31）. （页面存档备份，存于）（繁體中文）
10. ↑  聯合颱風警報中心. . 美國海、空軍. 2011  [2011-11-30]. （原始内容存档于2007-07-26）. （页面存档备份，存于）（英文）
11. 1 2 3 4 5 6 7  . Typhoon2000.com.   [2014-08-01]. （原始内容存档于2021-04-24）. （页面存档备份，存于）（英文）
12. 1 2 3 4 5 6 7 8 9 10 11 12 13 14  . 交通部中央氣象局.   [2014-08-01]. （原始内容存档于2014-08-08）. （页面存档备份，存于）（繁體中文）
13. 1 2 3 4 5 6 7 8 9 10 11 12 13 14 15 16 17  . 交通部中央氣象局.   [2015-03-28]. （原始内容 (exe)存档于2021-04-24）. （页面存档备份，存于）（繁體中文）
14. 1 2  . 日本內閣府.   [2017-06-20]. （原始内容存档于2021-05-15）. （页面存档备份，存于）（日語）
15. ↑  香港熱帶氣旋追擊站. .   [2015-05-03]. （原始内容存档于2021-05-15）. （页面存档备份，存于）（繁體中文）
16. ↑  中央研究院環境變遷研究中心　氣候變遷實驗室.  (PDF).   [2017-05-13]. （原始内容存档 (PDF)于2012-11-19）. （页面存档备份，存于）（繁體中文）
17. ↑  香港熱帶氣旋追擊站. .   [2015-05-03]. （原始内容存档于2015-08-23）. （页面存档备份，存于）（繁體中文）
18. ↑  香港熱帶氣旋追擊站. .   [2015-05-03]. （原始内容存档于2015-08-23）. （页面存档备份，存于）（繁體中文）
19. ↑  中華百科全書. .   [2015-05-03].[]（繁體中文）
20. ↑  香港熱帶氣旋追擊站. .   [2015-05-03]. （原始内容存档于2015-08-22）. （页面存档备份，存于）（繁體中文）
21. ↑  香港熱帶氣旋追擊站. .   [2015-05-03]. （原始内容存档于2015-05-18）. （页面存档备份，存于）（繁體中文）
22. 1 2 3  香港天文台. .   [2015-05-03]. （原始内容存档于2015-07-05）. （页面存档备份，存于）（繁體中文）
23. 1 2 3  香港熱帶氣旋追擊站. .   [2015-05-03]. （原始内容存档于2015-08-22）. （页面存档备份，存于）（繁體中文）
24. ↑  香港熱帶氣旋追擊站. .   [2015-05-03]. （原始内容存档于2015-08-22）. （页面存档备份，存于）（繁體中文）
25. ↑  香港地下天文台. .   [2015-05-03]. （原始内容存档于2015-05-18）. （页面存档备份，存于）（繁體中文）
26. ↑  香港熱帶氣旋追擊站. .   [2015-05-03]. （原始内容存档于2021-05-15）. （页面存档备份，存于）（繁體中文）
27. 1 2  全國法規資料庫. . 2012-07-06  [2015-05-05]. （原始内容存档于2017-11-03）. （页面存档备份，存于）（繁體中文）
28. ↑  財團法人氣象應用推廣基金會. .   [2015-05-03]. （原始内容存档于2015-09-25）. （页面存档备份，存于）（繁體中文）
29. ↑  香港熱帶氣旋追擊站. .   [2015-05-03]. （原始内容存档于2015-08-23）. （页面存档备份，存于）（繁體中文）
30. ↑  中華百科全書. .   [2015-08-18].[]（繁體中文）
31. ↑  香港熱帶氣旋追擊站. .   [2015-08-18]. （原始内容存档于2015-08-22）. （页面存档备份，存于）（繁體中文）
32. ↑  香港熱帶氣旋追擊站. . 2015-08-18  [2015-08-18]. （原始内容存档于2015-08-22）. （页面存档备份，存于）（繁體中文）
33. ↑  香港熱帶氣旋追擊站. .   [2015-08-18]. （原始内容存档于2015-08-22）. （页面存档备份，存于）（繁體中文）
34. ↑  香港熱帶氣旋追擊站. .   [2015-08-18]. （原始内容存档于2015-08-23）. （页面存档备份，存于）（繁體中文）
35. ↑  香港熱帶氣旋追擊站. . 2015-08-18  [2015-08-18]. （原始内容存档于2015-09-09）. （页面存档备份，存于）（繁體中文）
36. ↑  香港熱帶氣旋追擊站. .   [2015-08-18]. （原始内容存档于2015-08-21）. （页面存档备份，存于）（繁體中文）
37. ↑  高知大學氣象情報頁. .   [2015-06-20]. （原始内容存档于2021-02-20）. （页面存档备份，存于）
38. ↑  交通部中央氣象局. .   [2015-06-20]. （原始内容存档于2003-09-10）. （页面存档备份，存于）
39. ↑  聯合颱風警報中心. .   [2015-06-20]. （原始内容存档于2021-05-15）. （页面存档备份，存于）
40. 1 2 3 4  李宗祐. . 中時電子報. 2001-09-19  [2015-06-18]. （原始内容存档于2014-08-08）. （页面存档备份，存于）
41. ↑  交通部中央氣象局. .   [2015-06-20]. （原始内容存档于2016-03-07）. （页面存档备份，存于）
42. ↑  交通部中央氣象局. .   [2015-06-20]. （原始内容存档于2016-03-09）. （页面存档备份，存于）
43. 1 2 3  . 中時電子報.   [2014-08-01]. （原始内容存档于2018-10-13）. （页面存档备份，存于）（繁體中文）
44. 1 2  香港天文台.  (PDF).   [2015-05-05]. （原始内容 (PDF)存档于2020-08-15）. （页面存档备份，存于）（繁體中文）
45. 1 2 3 4  . 香港天文台.   [2014-08-01]. （原始内容存档于2021-04-24）. （页面存档备份，存于）（繁體中文）
46. 1 2 3 4 5 6 7 8   (PDF). 香港天文台.   [2015-03-28]. （原始内容 (PDF)存档于2015-04-02）. （页面存档备份，存于）（繁體中文）
47. 1 2  . 澳門特別行政區政府. 2000-05-02  [2015-05-05]. （原始内容存档于2008-09-28）. （页面存档备份，存于）（繁體中文）
48. 1 2 3 4  . 日本氣象廳.   [2015-06-23]. （原始内容存档于2021-05-15）. （页面存档备份，存于）（日語）
49. 1 2  胡春雷. . 人民網. 2001-09-21  [2017-05-14]. （原始内容存档于2017-10-15）. （页面存档备份，存于）（简体中文）
50. 1 2  Gary Padgett. .   [2014-08-01]. （原始内容存档于2013-01-17）. （页面存档备份，存于）（英文）
51. 1 2 3 4  . 新浪網. 2001-09-23  [2014-09-27]. （原始内容存档于2021-04-24）. （页面存档备份，存于）（简体中文）
52. 1 2 3 4  . 新浪網. 2001-09-21  [2014-09-27]. （原始内容存档于2021-04-24）. （页面存档备份，存于）（简体中文）
53. 1 2  . 新浪網. 2001-09-20  [2014-09-27]. （原始内容存档于2021-04-24）. （页面存档备份，存于）（简体中文）
54. ↑  . 琉球新報. 2001-09-07  [2017-06-20].[永久]（日語）
55. ↑  . 日本總務省消防廳.   [2014-08-01]. （原始内容存档于2017-10-20）. （页面存档备份，存于）（日語）
56. 1 2  . 日本氣象廳.   [2015-10-04]. （原始内容存档于2021-02-20）. （页面存档备份，存于）（日語）
57. 1 2 3  . 日本氣象廳.   [2015-10-04]. （原始内容存档于2021-05-15）. （页面存档备份，存于）（日語）
58. 1 2  . 交通部中央氣象局. 2010年  [2011-10-19].
59. ↑   (PDF). 經濟部水利署. 2009-09-09  [2011-07-17].
60. ↑   (PDF). 經濟部水利署. 2009-09-09  [2011-07-17].
61. ↑  黃紹欽、李宗融、徐理寰、陳淡容、王安翔、黃柏誠、于宜強; 國家災害防救科技中心 氣象組.  (PDF). 災害防救電子報. 2024-09, (230): 5  [2025-04-06].
62. ↑  李清勝、羅英哲、張龍耀.  (PDF) (报告). 國立臺灣大學大氣科學研究所. 2007  [November 7, 2015].
63. ↑  . Chen Zhi. 新華社. 2012-08-02  [2012-08-02].
64. ↑  . 水利災害應變學習中心. 經濟部水利署.   [2025-04-18].
65. ↑  . Fifth International Workshop on Tropical Cyclones. Lianshou, Chen.   [2012-08-04].
66. ↑   (PDF). 中央災害應變中心. 2008-09-16  [2009-01-13].
67. ↑  王時鼎. . 交通部中央氣象局.   [2015-10-03]. （原始内容存档于2018-03-17）. （页面存档备份，存于）（繁體中文）
68. ↑  詹順發. . 自由時報. 2015-09-20  [2015-10-03]. （原始内容存档于2020-12-23）. （页面存档备份，存于）（繁體中文）
69. ↑  蔡勳雄、李至倫. . 財團法人國家政策研究基金會. 2001-11-28. （原始内容存档于2015-10-03）. Archive.today的存檔，存档日期2015-10-03（繁體中文）
70. 1 2  Staff Writer. . 英國廣播公司. 2001-09-18  [2015-05-26]. （原始内容存档于2021-05-15）. （页面存档备份，存于）
71. ↑  . 旅遊資訊王.   [2015-09-10]. （原始内容存档于2015-10-04）. （页面存档备份，存于）
72. ↑  林宗岐. . 臺灣環境資訊協會.   [2015-10-03]. （原始内容存档于2021-05-15）. （页面存档备份，存于）（繁體中文）
73. ↑  王維菁. . 自由時報. 2001-09-21  [2015-10-03]. （原始内容存档于2021-01-16）. （页面存档备份，存于）（繁體中文）
74. ↑  孫玉喬. . 商業周刊. 2003-05-05  [2016-12-26]. （原始内容存档于2016-12-26）. （页面存档备份，存于）（繁體中文）
75. ↑  . 民視新聞. 2014-08-05  [2015-10-03]. （原始内容存档于2021-05-15）. 回顧過去國家發生重大災難，包括九二一地震、納莉和莫拉克風災都曾降半旗致哀。 （页面存档备份，存于）（繁體中文）
76. ↑  林群浩、蔡智銘. . 自由時報. 2002-10-11  [2015-10-03]. （原始内容存档于2021-05-15）. 原本去年就敲定移師台中的國慶煙火，受到桃芝、納莉颱風接連襲台及美國九一一事件影響而取消。 （页面存档备份，存于）（繁體中文）
77. ↑  . 公共電視. 2001-09-24  [2024-07-31]. （原始内容存档于2024-07-31）.
78. ↑  . 關鍵評論網. 2019年8月24日  [2024年7月31日]. （原始内容存档于2024年7月31日）.
79. ↑  . 2004-09-11  [2024-07-31]. （原始内容存档于2024-07-31）.
80. ↑  . 臺北市政府工務局水利工程處.   [2024-07-31]. （原始内容存档于2024-07-31）.
81. ↑  . 臺北市文山區公所.   [2024-07-31]. （原始内容存档于2024-07-31）.
82. ↑  蔡育霖. . 國立中央大學水文與海洋科學研究所、中央氣象局海象測報中心: 201.   [2015-10-03]. （原始内容存档于2022-06-08）. 韋恩颱風創造了許多臺灣氣象史上之特別記錄，例如，第一個從臺灣西部登陸和颱風生命週期最長等現象，甚至一度轉為熱帶性低氣壓，最後卻再度發展為颱風之奇特情況，因此，與1991年耐特颱風、2001年納莉颱風、2012年天秤颱風，合稱為臺灣颱風史上之「四大怪颱」。 （页面存档备份，存于）（繁體中文）
83. ↑   (PDF). 經濟部水利署. 2009-09-09  [2017-05-13]. （原始内容 (PDF)存档于2021-04-24）. （页面存档备份，存于）（繁體中文）
84. ↑  . 新浪網. 2001-09-07  [2014-09-27]. （原始内容存档于2021-04-28）. （页面存档备份，存于）（简体中文）
85. ↑  . 新浪網. 2001-09-14  [2014-09-27]. （原始内容存档于2021-04-24）. （页面存档备份，存于）（简体中文）
86. 1 2  . 泉州颱風網.   [2015-07-20]. （原始内容存档于2017-02-26）. （页面存档备份，存于）（简体中文）
87. ↑  . 新浪網. 2001-09-20  [2014-09-27]. （原始内容存档于2021-04-24）. （页面存档备份，存于）（简体中文）
88. 1 2  . 統計暨普查局.   [2015-07-20]. （原始内容存档于2021-04-28）. （页面存档备份，存于）（繁體中文）
89. ↑  .   [2015-04-09]. （原始内容存档于2020-08-13）. （页面存档备份，存于）（简体中文）
90. ↑  工藤ヒロト（wutonyuugi）. . 2008-10-04  [2015-10-04]. （原始内容存档于2015-07-10）. （页面存档备份，存于）（繁體中文）
91. ↑  . 中時電子報.   [2014-09-17]. （原始内容存档于2021-05-15）. （页面存档备份，存于）（繁體中文）

### 引用文獻
- （繁體中文） 涂建翊、余嘉裕、周佳　合著. 《臺灣的氣候》. 臺北. 遠足文化. 2003年初版.
- （繁體中文） 王時鼎、謝信良、鄭明典、鄭仁星、簡國基　合著. 《臺灣地形對侵臺之中度以下颱風影響新例——對2001年潭美、桃芝、納莉、利奇馬四次颱風實例分析 （页面存档备份，存于）》. 臺北. 交通部中央氣象局. 2001年11月.
- （繁體中文） 江晉孝　著. 《利用都卜勒雷達分析颱風風場結構——2001年納莉颱風 （页面存档备份，存于）》. 臺北. 國立中央大學大氣物理研究所. 2003年6月.
- （繁體中文） 薛正峰　著. 《地形及渦旋初始化對類似納莉颱風路徑及環流變化之影響 （页面存档备份，存于）》. 臺北. 國立中央大學大氣物理研究所. 2004年7月.
- （繁體中文） 黃小玲　著. 《納莉（2001）颱風之數值模擬研究》. 臺北. 文化大學地學研究所. 2006年6月.
- （繁體中文） 蔡雅婷　著. 《納莉颱風登陸時的結構演化 （页面存档备份，存于）》. 臺北. 國立中央大學大氣物理研究所. 2006年7月.
- （繁體中文） 蔡雅婷、陳台琦　合著. 《納莉颱風登陸時的結構演變之都卜勒雷達資料分析[永久]》. 臺北. 國立中央大學大氣物理研究所. 2007年9月.
- （繁體中文） 周仲島、高聿正、李文兆　合著. 《納莉颱風登陸後內核中低層環流結構變化特徵[永久]》. 臺北. 國立臺灣大學大氣科學研究所. 2008年9月.

## 外部連結

### 最佳路徑
- （日語）2001年第16號颱風　日本氣象廳最佳路徑 （页面存档备份，存于）
- 2001年第16號颱風　日本氣象廳最佳路徑圖（一） （页面存档备份，存于）
- 2001年第16號颱風　日本氣象廳最佳路徑圖（二）
- 2001年第16號颱風　日本氣象廳最佳路徑圖（三）
- （英文）日本氣象廳最佳路徑文本 （页面存档备份，存于）
- （英文）2001年熱帶氣旋20W　聯合颱風警報中心最佳路徑文本 （页面存档备份，存于）
- 2001年熱帶氣旋20W　聯合颱風警報中心最佳路徑圖
- 2001年颱風納莉　臺灣中央氣象局最佳路徑圖（一）
- 2001年颱風　臺灣中央氣象局最佳路徑圖（二） （页面存档备份，存于）
- 2001年颱風百合　中國氣象局最佳路徑圖 （页面存档备份，存于）
  - 2001年颱風百合　廣州氣象台最佳路徑圖 （页面存档备份，存于）
- 2001年颱風百合　香港天文台最佳路徑圖 （页面存档备份，存于）
- 2001年熱帶風暴Kiko　菲律賓大氣地球物理和天文管理局最佳路徑圖 （页面存档备份，存于）

### 颱風資訊
- （繁體中文）臺灣中央氣象局防災颱風資料庫 2001年颱風納莉
- （繁體中文）臺灣中央氣象局歷史侵臺颱風資料庫 2001年颱風納莉 （页面存档备份，存于）
- （繁體中文）颱風部屋：2001年納莉 （页面存档备份，存于）
- （繁體中文）香港惡劣天氣資訊中心：2001年百合 （页面存档备份，存于）

### 災情相關
- （繁體中文）中華民國經濟部水利署：水利緊急應變經驗學習中心：民國90年納莉颱風 （页面存档备份，存于）
- （繁體中文）記得917嗎？納莉　臺北．惡夢 （页面存档备份，存于）
- （繁體中文）中時電子報：納莉颱風專題 （页面存档备份，存于）
- （繁體中文）自由電子新聞網：2001年9月17日 （页面存档备份，存于）－18日 （页面存档备份，存于）－19日 （页面存档备份，存于）－20日 （页面存档备份，存于）
- （简体中文）新浪新闻中心：台风“百合”袭击台湾 （页面存档备份，存于）
- （简体中文）人民网時政專題：台风“百合”重创台湾 （页面存档备份，存于）